# Rheinland-Pfalz (Schiff, 1983)
Die Fregatte Rheinland-Pfalz (Kennung: F 209) war ein deutsches Kriegsschiff der Bremen-Klasse. Das Schiff war von 1983 bis 2013 im Dienst der Marine.

## Geschichte

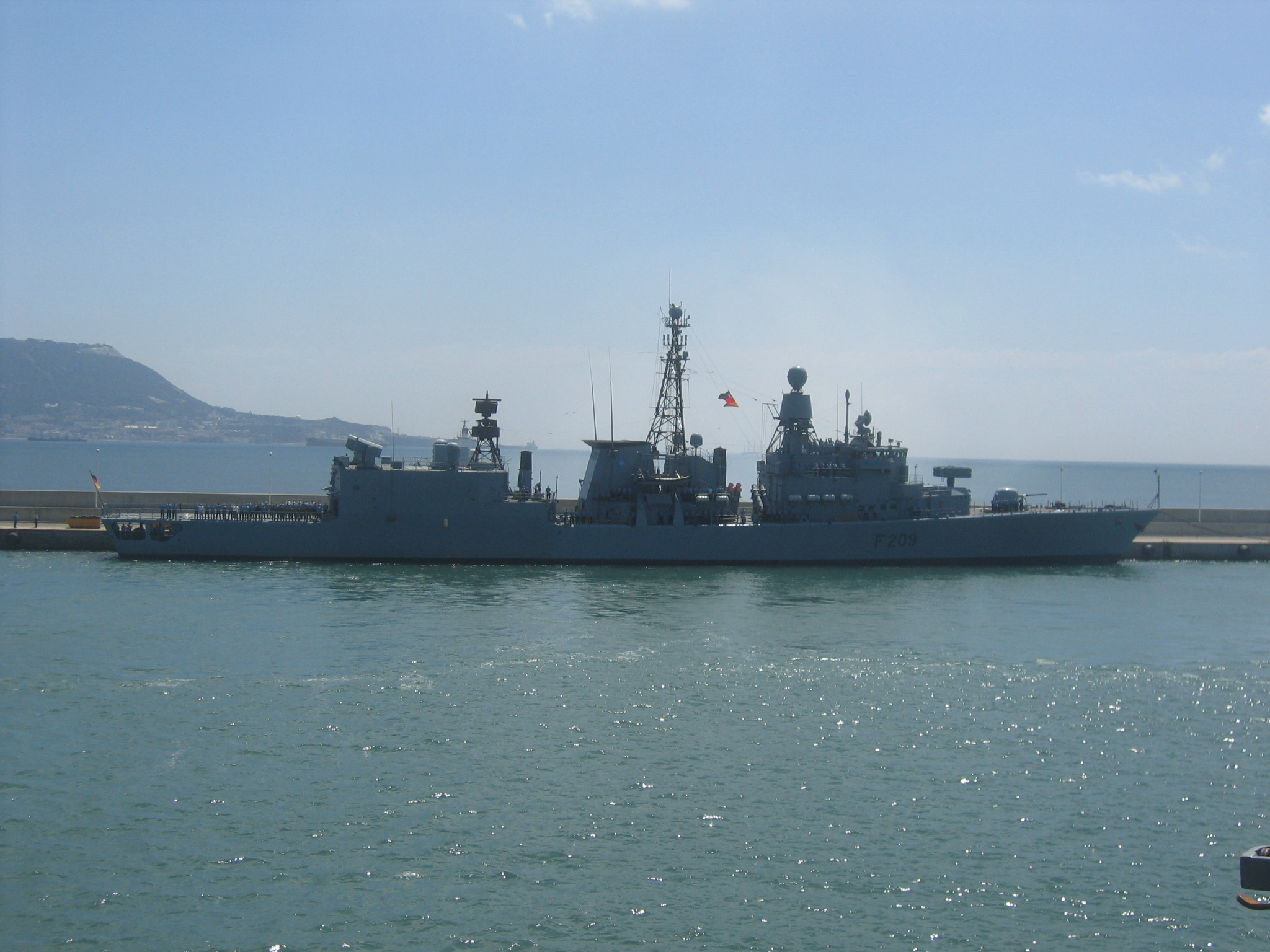
Fregatte Rheinland-Pfalz im Hafen von Algeciras (Spanien)

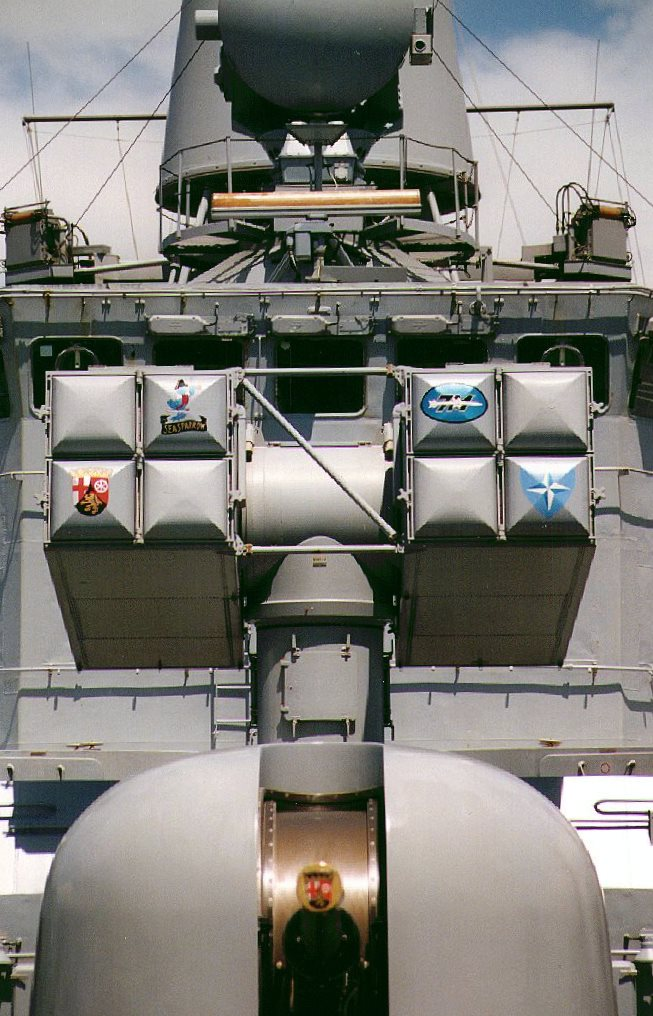
Fregatte Rheinland-Pfalz in Puerto Rico 1988

Die Rheinland-Pfalz war das dritte Schiff einer als Flugkörperfregatte bezeichneten Klasse von Kriegsschiffen der Bundeswehr.
Die Fregatten der Bremen-Klasse waren die ersten deutschen Kriegsschiffe mit kombiniertem Diesel-Gasturbinenantrieb, im Gegensatz zum bis dahin auf Zerstörern verwendeten Dampfturbinen- oder CODAG-Antrieb auf den Fregatten der Köln-Klasse. Kennzeichnend für die Fregatte als Klasse war die weltweite Einsetzbarkeit, die durch lange Stehzeiten in See ermöglicht wurde. An Bord dieser Fregatte wurden alle administrativen Funktionen, die zur autarken Führung der Einheit nötig waren durchgeführt. Der Betrieb und Einsatz des Schiffes war nur durch Verbrauchsgüter (Kraftstoff, Proviant u. ä) begrenzt und konnte durch Nachversorgung auf See verlängert werden.

## Einsätze
Die Rheinland-Pfalz war seit ihrer Indienststellung an mehreren Auslandseinsätzen beteiligt, darunter
- die Embargo-Operation Sharp Guard (1992–1996) in der Adria gegen das ehemalige Jugoslawien
- 1999 die Operation Allied Force in der Adria.
- 2002 Destroyer Exercise (DESEX) gemeinsam mit der Fregatte Mecklenburg-Vorpommern nach Asien
- 2004 die Operation Enduring Freedom am Horn von Afrika / Golf von Aden
- 2005 die Operation Active Endeavour im Mittelmeer
- 2006 Einsatzausbildungsverband EAV GOOD HOPE II
- 2009 die Operation Active Endeavour im Mittelmeer
- 2009 Operation Atalanta am Horn von Afrika EUNAVFOR
- 2011 Einsatzausbildungsverband EAV
- 2012 die Operation Active Endeavour im Mittelmeer

Am 22. Januar 2009 lief die Fregatte Rheinland-Pfalz in Richtung Horn von Afrika aus, um an der Anti-Piraterie-Mission Atalanta teilzunehmen. Diese Operation soll die vor der Küste von Somalia operierenden Piraten abschrecken und bekämpfen. Dabei sollte zum einen die durch Piratenüberfälle gefährdete humanitäre Hilfe für die notleidende somalische Bevölkerung sichergestellt werden. Zum anderen sollte die Operation den zivilen Schiffsverkehr auf den dortigen Handelswegen sichern, Geiselnahmen und Lösegelderpressungen unterbinden und das Völkerrecht durchsetzen.
Am 3. März 2009 gelang die Festnahme einiger Piraten nach einem Angriff auf einen Frachter. Beteiligt waren Hubschrauber der Fregatte Rheinland-Pfalz und der Monterey.
Am 30. März 2009 gelang der Fregatte ein weiterer Schlag gegen die Piraten. Diese hatten den Betriebsstofftanker Spessart der Bundeswehr angegriffen und konnten nach einer mehrstündigen Verfolgung gestellt und gefasst werden.
Ende Februar 2011 bekam die Fregatte zusammen mit anderen Marineschiffen den Marschbefehl zur Küste Libyens, um bei der Evakuierung deutscher Staatsbürger zu helfen. Am 5. März 2011 nahm die Rheinland-Pfalz im Hafen der tunesischen Stadt Gabès gemeinsam mit der Brandenburg und dem Einsatzgruppenversorger Berlin mehrere hundert ägyptische Flüchtlinge an Bord, um diese über den Seeweg in ihre Heimat zu bringen.
Am 1. Februar 2012 lief die Fregatte zu ihrer letzten Teilnahme an einem internationalen Verband, der „Standing NATO Maritime Group 1“ (SNMG 1), Richtung Mittelmeer aus.
Am 11. September 2012 wurde die Fregatte aus dem aktiven Dienst genommen, der Kommandant wurde verabschiedet und die Dienstgeschäfte bis zu endgültigen Außerdienststellung auf den 1. Offizier übertragen.
Am 22. März 2013 wurde die Rheinland-Pfalz als zweites Schiff der Bremen-Klasse außer Dienst gestellt.
Im April 2017 (Stand März 2017) wurde die Rheinland-Pfalz über die bundeseigene VEBEG zum Abbruch versteigert. Im Dezember 2017 erreichte das Schiff die Abwrackwerften von Aliağa zum Abbruch.
Das Nachfolgeschiff wurde am 24. Mai 2017 von der rheinland-pfälzischen Ministerpräsidentin Malu Dreyer auf den Namen Rheinland-Pfalz getauft.

## Kenndaten FregatteRheinland-Pfalz
Die Fregatte Rheinland-Pfalz, wie auch die Schwesterschiffe, wurde als Mehrzweckfregatte ausgelegt. Neben der U-Jagd besitzen die Fregatten der Klasse 122 auch die Befähigung, mittels mitgeführter Anti-Schiffs-Flugkörpern Typ Harpoon feindliche Schiffe über den Horizont hinaus zu bekämpfen sowie Torpedos mit Hilfe des Bordhubschraubers Sea Lynx in over-the-horizon-Kriegsführung ins Ziel zu bringen. Darüber hinaus befähigt die Ausrüstung mit weitreichenden Radar- und EloKa-Anlagen zur Seeraumüberwachung und zur Durchführung von Embargo-Operationen.
- Klasse: Bremen-Klasse (F122)
- Kennung: F209
- NATO-Klassifikation: FFGH (FFrigate, large category, Guided Missile, Helicopter)
- Rufzeichen: DRAS (Delta-Romeo-Alpha-Sierra)
- Bauwerft: Blohm + Voss, Hamburg;
- Baunummer: 911[12]
  - Ausrüstung: Bremer Vulkan
- Verbandszugehörigkeit: 4. Fregattengeschwader, das der Einsatzflottille 2 unterstellt ist, (Stützpunkt: Wilhelmshaven)
- Besatzung: militärisch, max. 220 Mann
- Feste Bewaffnung: Artillerie 1 × Schiffsgeschütz 7,6 cm (Hersteller: Oto Melara), 2 × MLG 27 2,7 cm; Lenkwaffen (Flugkörper, FK) 2 × RAM (FK-Abwehr), max. 8 × Harpoon (Schiff-Schiff-FK), RIM-7 Sea Sparrow 8-fach-Starter (Schiff-Schiff/Luft-FK); Düppel (Täuschkörper) 4×6-fach Werfer; Torpedos 2×2. Zusätzlich, je nach Einsatz: lafettierte Handwaffen (z. B. MG3, schweres MG, u. ä.)

## Bordorganisation
Die Fregatte Rheinland-Pfalz hat, wie alle Fregatten der Marine, eine Bordorganisation in Hauptabschnitten (HAs):
- HA 100: Navigation und Decksdienst; deckt die zur seemännischen Führung des Schiffes nötigen Aufgaben ab
- HA 200: Antrieb, E-Versorgung und Schiffssicherung; deckt die zur Aufrechterhaltung des technischen Betriebs (Vortrieb, Elektrizitäts-, Wasser-, Wärme-, Kälteversorgung) und der technischen Sicherheit nötigen Aufgaben ab
- HA 300: Führungsmittel – Waffentechnik; deckt die zur Wartung und Herstellung der Gefechtsbereitschaft der Waffen- und Elektroniksysteme nötigen Aufgaben ab
- HA 400: Administration, Versorgung und Verpflegung; deckt die zur ordnungsgemäßen Abwicklung der administrativen Aufgaben (Besoldung, Personalangelegenheiten, u. ä.), der Materialwirtschaft und der Verpflegung nötigen Aufgaben ab
- HA 500: Fliegerischer Dienst; deckt alle zum Helikopter-Flugbetrieb nötigen Aufgaben ab (wird nicht bei allen Einsatzfahrten mit eingeschifft)
- HA 600: Operation und Einsatzführung; deckt alle zum Einsatz des Kriegsschiffes nötigen Aufgaben, wie Kommunikation, Lagebilderstellung, Waffennutzung, Einsatz von Sondereinsatzkräften, ab
- Vorgesetztenstruktur: Kommandant (+), Erster Offizier (IO), Hauptabschnittsleiter (HAL), Abschnittsleiter (AL), Abschnittsbootsleute (AB), Abschnittsunteroffiziere, Mannschaften. Daneben Hauptabschnittsbootsmann (HAB) zur administrativen Unterstützung des HAL und Schiffswachtmeister (SWM) in der Funktion des Kompaniefeldwebels (KpFw).

### Kommandanten
| Nr. | Name                                                                                            | Beginn der Amtszeit | Ende der Amtszeit |
| --- | ----------------------------------------------------------------------------------------------- | ------------------- | ----------------- |
| 1.  | Fregattenkapitän Klaus-Dietrich von Poser und Groß-Nädlitz (Baubelehrung von 1980 bis Mai 1983) | Mai 1983            | September 1985    |
| 2.  | Fregattenkapitän Reinhold Siebert                                                               | September 1985      | März 1988         |
| 3.  | Fregattenkapitän Michael Strenger                                                               | März 1988           | September 1992    |
| 4.  | Fregattenkapitän Wolfgang Beutke                                                                | September 1992      | April 1994        |
| 5.  | Fregattenkapitän Heinrich Liebig (IO – Mit der Wahrnehmung der Geschäfte betraut)               | April 1994          | April 1995        |
| 6.  | Fregattenkapitän Martin Krebs                                                                   | April 1995          | März 1997         |
| 7.  | Fregattenkapitän Heinz-Uwe Schäfer                                                              | März 1997           | Juli 1999         |
| 8.  | Fregattenkapitän Michael Plettau                                                                | Juli 1999           | September 2002    |
| 9.  | Fregattenkapitän Thomas Braun                                                                   | September 2002      | November 2005     |
| 10. | Fregattenkapitän Thomas Hacken                                                                  | November 2005       | August 2008       |
| 11. | Fregattenkapitän Markus Rehbein                                                                 | August 2008         | Januar 2011       |
| 12. | Fregattenkapitän Trond Blindow                                                                  | Januar 2011         | September 2012    |
| 13. | Fregattenkapitän Dirk-Oliver Jankowski (IO – Mit der Wahrnehmung der Geschäfte betraut)         | September 2012      | März 2013         |

## Trivia
Das Schiff war in der zweiten Staffel der ZDF-Serie Die Rettungsflieger Drehort für den Notfall im Schiffslazerett.